# ソユーズTM-17
ソユーズTM-17 (Союз ＴＭ-17 / Soyuz TM-17) は、ソユーズのミッション。コールサインは「シリウス」。地球を3070周した。

## 乗組員

### 出発時
- ワシリー・ツィブリエフ (1)
- アレクサンドル・セレブロフ  (4)
- ジャン＝ピエール・エニュレ (1) - フランス

### 帰還時
- ワシリー・ツィブリエフ (1)
- アレクサンドル・セレブロフ  (4)

## ミッションハイライト
宇宙ステーションミールへの17回目の飛行である。
1994年1月14日7時37分（MT）、ソユーズTM-17はミールから離れた。7時43分、Korolyovのミッションコントロールセンターはツィブリエフに対して、APAS-89ドッキングシステムを撮影するため、クリスタルモジュールから15m以内に近づくように操縦することを指示した。7時46分にTsibliyevは操縦を完了した。写真撮影のために、軌道モジュール内にいたセレブロフは、太陽電池に近すぎるため、宇宙船をステーションの外に出すようツィブリエフに依頼した。ミールの中では、Viktor AfanasyevがValeri PolyakovとYuri Usachyovに、ソユーズTM-18に避難するように言った。
7時47分、コントロールセンターは、ソユーズTM-17の外部カメラの映像が激しく揺れているのに気付いた。そしてセレブロフからソユーズがミールにぶつかったとの報告があった後、どちらとも通信ができなくなった。
7時52分に断続的な通信が回復した。ミールとの音声の交信は、8時2分にやっと回復した。ソユーズTM-17を精密検査したところ、深刻なダメージはないことが確認された。この交信により、ロシアは、ソユーズ11号の事故を契機として、宇宙船内を減圧し、不慮の大気圏再突入に備えた研究をしていることが明らかとなった。ミールの宇宙飛行士は衝突の衝撃を感じなかったが、ステーションのガイドシステムは角速度を記録し、自由飛行モードに切り替えていた。
後の分析によって、軌道モジュールの右側部が2秒おきに2度、ミールに斜めからぶつかったことが明らかとなった。衝突部分は、ミールとの結合部に近い、クリスタルモジュールで、衝突の原因は切り替えのエラーだった。